# HD 128311
Désignations
HD 128311, également nommée HN Bootis, est une étoile orange (type spectral K0V) de la séquence principale dans la constellation du Bouvier. Elle est située à ∼ 53,3 a.l. (∼ 16,3 pc) du Soleil. Deux exoplanètes ont été détectées en orbite autour de cette étoile.

## Système planétaire
| Planète     | Masse           | Demi-grand axe (ua) | Période orbitale (jours) | Excentricité | Inclinaison | Rayon |
| ----------- | --------------- | ------------------- | ------------------------ | ------------ | ----------- | ----- |
| HD 128311 b | >2,18 ± 0,21 MJ | 0,66 ± 0,05         | 187,5 ± 0,3              | 0,39 ± 0,05  |             |       |
| HD 128311 c | >3,21 ± 0,30 MJ | 1,05 ± 0,08         | 376,9 ± 0,9              | 0,40 ± 0,05  |             |       |

HD 128311 b est une exoplanète de 2,18 masses jovienne avec une orbite excentrique, située à environ 1 ua de son étoile. Si cette distance est semblable à celle de la Terre autour du Soleil, le fait que HD 128311 soit une étoile plus froide que le soleil signifie que cette planète gazeuse et ses éventuelles lunes ne seraient pas nécessairement dans sa zone habitable.
HD 128311 c est une exoplanète de 3,21 masses jovienne avec une orbite excentrique située à environ 1,76 ua de son étoile.